# Abraham Lincoln (pel·lícula de 1930)
Abraham Lincoln (1930) és una pel·lícula biogràfica sobre l'antic president nord-americà Abraham Lincoln. Fou dirigida per D.W. Griffith i protagonitzada per Walter Huston i Una Merkel. Aquesta va ser la primera de les dues úniques pel·lícules sonores de Griffith. No va ser un èxit en el seu moment, però recentment s'ha considerat com una de les pel·lícules definitives sobre aquest president.
Malgrat això, la pel·lícula conté bastants inexactituds històriques, tals com fer que Lincoln pronunciés el seu segon discurs inaugural en el Teatre Ford poc abans de ser assassinat o alterant significativament els debats Lincoln-Douglas convertint-los en una discussió sobre la secessió, i presentant el romanç entre Lincoln i Ann Rutledge.
La pel·lícula va passar a ser de domini públic el 1958 quan va caducar el copyright inicial. Els titulars dels drets d'autor no van optar per estendre'l per un segon termini de 28 anys.

## Argument
El primer acte de la pel·lícula abasta la vida primerenca de Lincoln com a botiguer i distribuïdor ferroviari a New Salem i la seva història d'amor amb Ann Rutledge. També els primers anys com a advocat i el seu festeig i posterior matrimoni amb Mary Todd a Springfield. La major part de la pel·lícula tracta la presidència de Lincoln durant la Guerra Civil nord-americana i culmina amb la la rendició del general Lee i  l'assassinat de Lincoln al Ford's Theatre.

## Repartiment
- Walter Huston - Abraham Lincoln
- William L. Thorne - Tom Lincoln
- Lucille La Verne - Llevadora

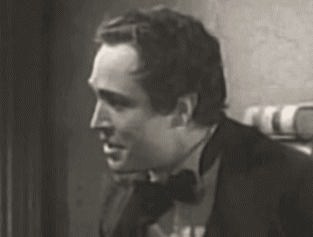
Imatge de Jason Robards Sr. en un fotograma de la pel·lícula.

- Helen Freeman - Nancy Hanks Lincoln
- Edgar Deering - Jack Armstrong
- Una Merkel - Ann Rutledge
- Russell Simpson - Oncle Jimmy
- Charles Crockett - Xèrif
- Kay Hammond - Mary Todd Lincoln
- Helen Ware - Mrs. Edwards
- E. Alyn Warren - Stephen A. Douglas
- Jason Robards, Sr. - Billy Herndon
- Gordon Thorpe - Tad Lincoln
- Ian Keith - John Wilkes Booth
- Otto Hoffman - Offut
- Cameron Prudhomme - John Hay
- James Bradbury - General Scott
- Jimmie Eagle - soldat jove
- Oscar Apfel - secretari de guerra Stanton
- Frank Campeau - General Sheridan
- Hobart Bosworth - General Lee
- Henry B. Walthall - Coronel Marshall

## Crítica
La pel·lícula va rebre crítiques positives dels especialistes contemporanis. Mordaunt Hall de The New York Times la va anomenar "una ofrena pictòrica força digna amb una actuació genuïnament fina i inspiradora de Walter Huston en el paper del president assassinat", i després la va posar a la seva llista final de les deu millors pel·lícules del 1930. A la revista Variety la lloà dient que la caracterització i la perfecció de detalls és tal que és gairebé increïble.